# Canal (Glória)
Canal é uma aldeia da Freguesia de Glória, no município de Estremoz. Foi vila e sede de concelho até ao início do século XIX. Este era constituído apenas pela freguesia do Canal e tinha, em 1801, 156 habitantes. A freguesia do Canal foi também suprimida no início do século XX e integrada na Freguesia de Glória. 
Como testemunha da sua anterior autonomia administrativa existe o Pelourinho de Canal.